# 哈啦大髮師
《哈啦大髮師》（英語：Barbershop）是2002年上映的美国喜剧剧情片，也是由提姆·史多利执导、马克·布朗、唐·D·斯科特和馬歇爾·托德编剧的《哈啦大髮師》系列的第一部影片，故事由马克·布朗创作。该片由小喬治·提爾曼、羅伯特·泰特爾和马克·布朗制作，主演阵容包括艾斯·库伯、安東尼·安德森、史恩·派屈克·湯瑪士、伊芙、特羅伊·格雷提、麥克·艾里、倫納德·厄爾·豪茲、凱斯·大衛和塞德里克·凱爾斯。影片的情节围绕在芝加哥南區一家理发店的社交生活展开。
该片由米高梅发行公司于2002年9月13日上映。影片获得了评论家的好评，并在全球获得了7700万美元的票房收入。
续集《哈啦大髮師2》于2004年2月6日上映，原班人马回归，但没有导演提姆·史多利。第三部《哈啦大髮師3》于2016年4月15日上映，由馬爾科姆·D·李执导。

## 剧情
在芝加哥的一个寒冷的冬日，小卡尔文·帕尔默（艾斯·库伯饰）决定他已经厌倦了努力维持父亲传给他的理发店。他无法借到钱，收入不断下降，他似乎更感兴趣的是通过快速致富的计划来赚取轻松的钱。在没有告知员工或顾客的情况下，他把理发店卖给了贪婪的高利贷者莱斯特·华莱士（凱斯·大衛饰），莱斯特秘密计划把理发店改成脫衣舞俱乐部。
在工作了一天后，卡尔文意识到理发店对周边社区是多么重要，他重新考虑了自己的决定，并试图收回理发店——却发现莱斯特要求用双倍的2万美元才能赎回，并且必须在当天晚上7点之前。就在他向员工坦白他卖掉了理发店并且它将在当天结束营业之后，警察到来逮捕了理发师之一的里基（麥克·艾里饰）。
里基被指控开他的皮卡车撞进附近的市场以偷取ATM，但事实是他的表弟J.D.（安東尼·安德森饰）在借用里基的车后犯下了罪行。由于这是里基的“第三次重罪”，他可能会被判终身监禁。卡尔文用从莱斯特那里得到的2万美元把里基保释了出来，但因为J.D.毫无悔意地想让里基承担责任，里基仍然很生气。
卡尔文透露他在理发店的里基的储物柜里发现了一把枪，并把枪展示给他看。他们停下车，里基把枪扔进了芝加哥河，表明他不想再惹上任何麻烦。然后他们一起去面对莱斯特以及J.D.和比利（拉馬德·泰特饰），他们在未经莱斯特允许的情况下把ATM带到了莱斯特的地方，仍在试图撬开它。卡尔文和里基要求莱斯特归还理发店。
愤怒的莱斯特命令他的保镖蒙克（凱文·莫羅饰）拔出枪。警方及时赶到救了卡尔文和里基，并逮捕了J.D.和比利。卡尔文和里基看到了ATM，并因将其归还给警方而获得了5万美元的奖励。他们拿到了钱，理发店重新开业，生意比以前更好。同时，卡尔文的妻子珍妮弗（傑斯明·劉易斯饰）生下了一个男孩。